# Raaba
Raaba ist eine Katastralgemeinde und ehemalige Marktgemeinde mit 2427 Einwohnern (Einwohner Stand 1. Jänner 2016) südöstlich von Graz im Bezirk Graz-Umgebung in der Steiermark. Im Rahmen der Gemeindestrukturreform in der Steiermark wurde sie seit 2015 mit der Gemeinde Grambach zusammengeschlossen,
die neue Gemeinde führt den Namen Marktgemeinde Raaba-Grambach. Grundlage dafür ist das Steiermärkische Gemeindestrukturreformgesetz – StGsrG.
Eine Beschwerde, die von der Gemeinde Raaba gegen die Zusammenlegung beim Verfassungsgerichtshof erhoben wurde, war nicht erfolgreich.

## Geografie

### Geografische Lage
Raaba liegt am Raababach direkt am südöstlichen Stadtrand der Landeshauptstadt Graz im oststeirischen Hügelland auf 350 bis 506 m Seehöhe. Die Gemeinde gehört zum Grazer Becken.

### Gemeindegliederung
Das Gemeindegebiet umfasste drei Ortschaften (Einwohner Stand 1. Jänner 2025):
- Dürwagersbach (164)
- Lamberg (249)
- Raaba (2757)

Die Gemeinde bestand aus der einzigen Katastralgemeinde Raaba.

### Ehemalige Nachbargemeinden
| Graz       | Hart bei Graz                               | Laßnitzhöhe |
|            | Kompassrose, die auf Nachbargemeinden zeigt |             |
| Gössendorf | Grambach                                    | Vasoldsberg |

## Geschichte
Die Ortsgemeinde als autonome Körperschaft entstand 1850. Nach der Annexion Österreichs 1938 kam die Gemeinde zum Reichsgau Steiermark, 1945 bis 1955 war sie Teil der britischen Besatzungszone in Österreich. Im Jahr 2000 wurde Raaba zur Marktgemeinde erhoben.

### Bevölkerungsentwicklung
| Jahr | Einw. |
| ---- | ----- |
| 1869 | 625   |
| 1880 | 653   |
| 1890 | 681   |
| 1900 | 697   |
| 1910 | 755   |
| 1923 | 834   |
| 1934 | 848   |
| 1939 | 802   |

| Jahr | Einw. |
| ---- | ----- |
| 1951 | 0.893 |
| 1961 | 1.057 |
| 1971 | 1.211 |
| 1981 | 1.447 |
| 1991 | 1.720 |
| 2001 | 1.927 |
| 2013 | 2.261 |
| 2016 | 2.000 |

## Politik

### Gemeinderat
Der Gemeinderat bestand aus 15 Mitgliedern und setzte sich nach den Wahlen von 2010 wie folgt zusammen:
- 9 SPÖ
- 6 ÖVP

### Bürgermeister
Letzter Bürgermeister war bis 2014 Karl Mayrhold (SPÖ), Vizebürgermeister Werner Müller (SPÖ).

### Wappen
Die Verleihung des Gemeindewappens erfolgte mit Wirkung vom 1. Juli 1987.

Blasonierung (Wappenbeschreibung):
„In Schwarz ein goldener Schrägrechtsbalken, belegt mit vier allseits anstoßenden schwarzen Wagenrädern; der Balken beidseits von einer goldenen Kleeblattleiste beseitet.“

## Kultur und Sehenswürdigkeiten

### Parks
Der Lebenspark 2000 entstand durch Zusammenlegung des Böhmerparks mit dem Garten der Fleckgründe und hat eine Fläche von ca. 11.000 m².

## Wirtschaft und Infrastruktur

### Verkehr
Durch die Nähe zu Graz ist Raaba sehr verkehrsgünstig gelegen. Die Süd Autobahn A 2 verläuft direkt durch das Gebiet und kann über die Anschlussstelle Puchwerk am Autobahnzubringer Graz-Ost in circa einem Kilometer erreicht werden. Die Kirchbacher Straße B 73 von Graz nach Kirchbach in Steiermark ist etwa vier Kilometer entfernt.
In Raaba befindet sich ein Bahnhof der Steirischen Ostbahn, der stündliche Regionalzug-Verbindungen nach Graz und Gleisdorf bietet. Der Hauptbahnhof Graz ist circa acht Kilometer entfernt. Raaba ist an das Busnetz der Graz Linien angeschlossen.
Die Entfernung zum Flughafen Graz beträgt circa sieben Kilometer.

### Ansässige Unternehmen
In Raaba befinden sich das Rechenzentrum und weitere Abteilungen der Raiffeisen-Landesbank Steiermark, der Raiffeisenverband Steiermark, die Alpenländische Veredelungsindustrie (AVI), die Entwicklungs- und Verwertungs GmbH (EVG), die Hutter und Schranz Zauntechnik (H+S) und die Andritz Energy & Environment.